# Bila Vlaka
Bila Vlaka är en ort i Kroatien.   Den ligger i länet Zadars län, i den södra delen av landet, 210 km söder om huvudstaden Zagreb. Bila Vlaka ligger 163 meter över havet och antalet invånare är 171.
Terrängen runt Bila Vlaka är platt söderut, men norrut är den kuperad. Terrängen runt Bila Vlaka sluttar söderut. Runt Bila Vlaka är det ganska glesbefolkat, med 35 invånare per kvadratkilometer. Närmaste större samhälle är Vodice, 18,5 km söder om Bila Vlaka. Trakten runt Bila Vlaka består till största delen av jordbruksmark.